# Персонаж
Персона́ж (фр. personnage, від лат. persona — маска, роль, особа) — дійова особа, істота мистецького (художнього) твору: міфу, книги, образотворчого мистецтва, спектаклю, кінофільму, гри, або публіцистики тощо. Олюднені, оживлені образи речей, явищ природи, особин тваринного світу в казках, байках, притчах та деяких інших жанрах також називають персонажами. Персонаж — емоційно нейтральне поняття, яке означає постать літературного твору з будь-якими психічними, особистісними якостями. Персонажі літературних творів є результатом уяви автора твору, незалежно від того, чи його уявлення про осіб реального світу (прототипи літературних персонажів), чи цілковитої фантазії (Ярослав Мудрий і Сивоок у романі «Диво» Павла Загребельного).
Персонажем також називають людину, учасника яких-небудь подій.
Процес створення і розвитку персонажа називають персоніфікацією або характеризацією.

## Етимологія
Термін походить від фр. personnage — герой літературного твору, своєю чергою похідний від лат. persona — маска, роль, особа. До української мови запозичений через польську. Початково виник в етрусків, де persu — «маскована постать» означала демона потойбічного світу, що приймав душі померлих, супроводжував їх до пекла (споріднений персонаж давньогрецької міфології Харон, Персефона).